# Wójtowa

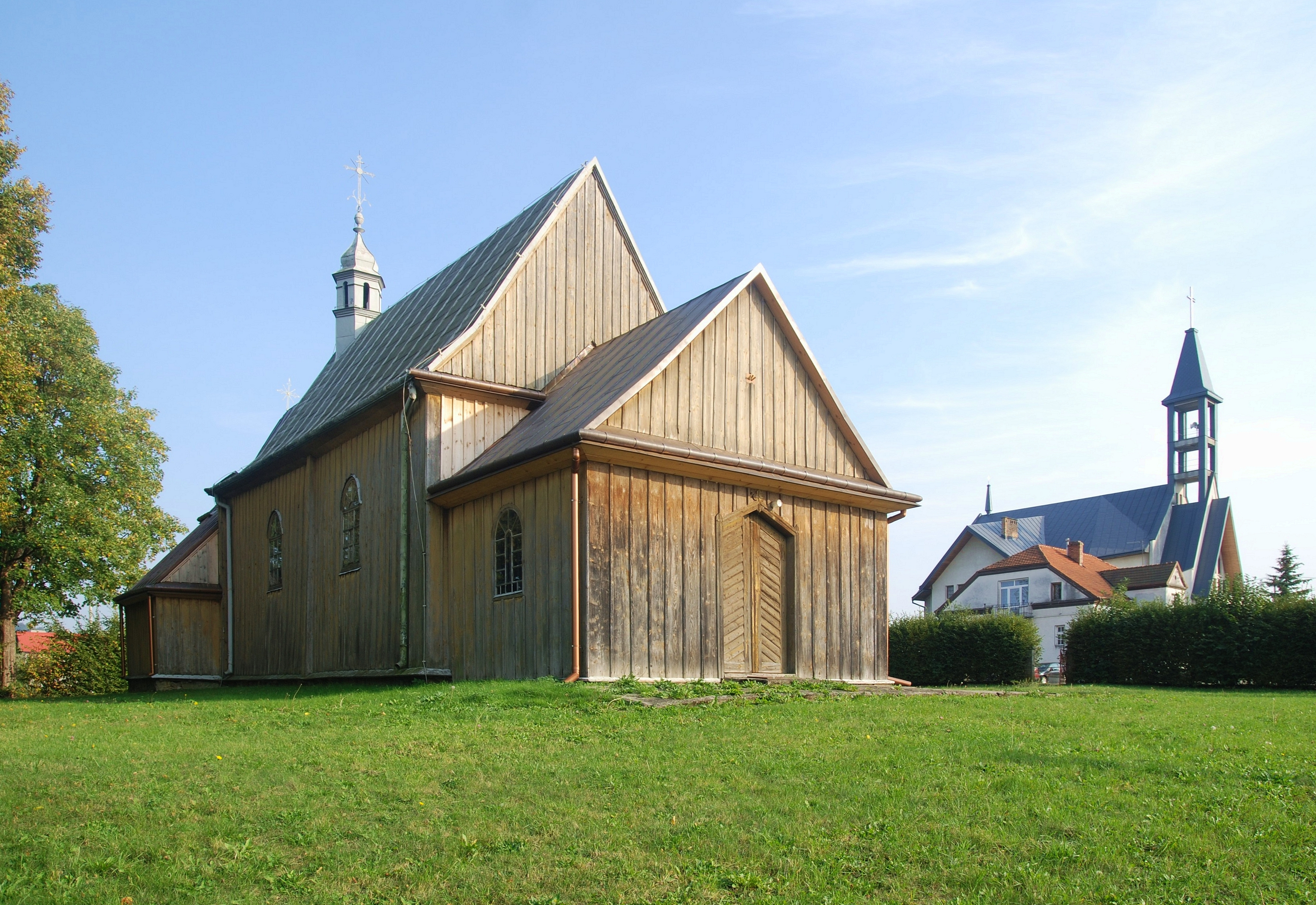
Kirchen in Wójtowa

Wójtowa ist eine Ortschaft mit einem Schulzenamt der Gemeinde Lipinki im Powiat Gorlicki der Woiwodschaft Kleinpolen in Polen.

## Geographie
Der Ort liegt im Sanoker Flachland unter dem Hügel Łysa Góra (449 m) im Westen. Die Nachbarorte sind die Stadt Biecz im Nordwesten, Głęboka im Nordosten, Pagorzyna im Osten, Lipinki im Süden sowie Korczyna und Libusza im Westen.

## Geschichte
Der besitzanzeigende Name des Dorfs ist vom Wort wójt (deutsch Vogt) abgeleitet, weil es den Vögten der Stadt Biecz gehörte. Der Ort wurde im Jahr 1363 als Woitowa erstmals urkundlich erwähnt, als der Stadt Biecz das Magdeburger Recht verliehen wurde. Auch dem Dorf wurde das Magdeburger Recht im Jahr 1379 übertragen. Der Ort wurde im Bieczer Stadtbuch als Voytyshan bzw. Voytyshar auch erwähnt, was nach dem NS-Historiker Kurt Lück eher der deutsche Rodungsname Woytishaw war, und weil einige Dorfbewohner noch im 16. und 17. Jahrhundert deutschstämmige Namen trugen bezeichnete er das mittelalterliche Wójtowa als ein deutsches Dorf.
Die römisch-katholische Pfarrei wurde wahrscheinlich in der zweiten Hälfte des 15. Jahrhunderts errichtet, aber im Jahr 1513 erstmals erwähnt.
Der Ort gehörte zunächst zum Königreich Polen (ab 1569 Adelsrepublik Polen-Litauen), Woiwodschaft Krakau, Kreis Biecz. Bei der Ersten Teilung Polens kam Wójtowa 1772 zum neuen Königreich Galizien und Lodomerien des habsburgischen Kaiserreichs (ab 1804). Ab dem Jahr 1855 gehörte Wójtowa zum Bezirk Gorlice.
Im 19. Jahrhundert wurde Erdöl in Wójtowa gefördert. Die erste Tiefpumpe wurde im Jahr 1864 errichtet. Im Jahr 1874 wurde Öl aus 112 Bohrungen gefördert. Im Jahr 1907 tauchten aber bereits erste Zeichen auf, dass die Lagerstätten erschöpft waren.
1918, nach dem Ende des Ersten Weltkriegs und dem Zusammenbruch der k.u.k. Monarchie, kam Wójtowa zu Polen. Unterbrochen wurde dies nur durch die Besetzung Polens durch die Wehrmacht im Zweiten Weltkrieg. Von 1975 bis 1998 gehörte Wójtowa zur Woiwodschaft Krosno.